# О-Ксилол
Ортоксилол (о-ксилол, ИЮПАК: 1,2-диметилбензол, англ. o-xylene) — органическое вещество, ароматический углеводород. Это бесцветная жидкость с характерным запахом, смешивается с этанолом, диэтиловым эфиром, ацетоном, хлороформом, бензолом; растворимость в воде менее 0,015 %.

## Получение
Для синтеза ксилолов используются процессы каталитического риформинга бензина, а также пиролиза бензина, подвергнутого гидроочистке. Для выделения о-ксилола из образующейся смеси изомеров используют чёткую ректификацию.

## Применение
Окислением о-ксилола в паровой фазе при 450—600 °C (катализатор — V2O5 на SiO2) получают фталевый ангидрид. Глубоким окислением о-ксилола действием азотной кислоты или кислорода воздуха в жидкой фазе при 100—300 °C и 4 МПа (катализаторы — бромиды Мn или Со) получают фталевую кислоту.
Кроме того, о-ксилол — растворитель лаков, красок, мастик, высокооктановая добавка к моторным топливам.
Также о-ксилол входит в состав некоторых жидкостей для снятия иммерсионного масла с объективов микроскопов.